# Apinagia glaziovii
Apinagia glaziovii là một loài thực vật có hoa trong họ Podostemaceae. Loài này được (Warm.) P.Royen mô tả khoa học đầu tiên năm 1951.